# Zootecnia
La zootecnia o zootecnica è la disciplina che si occupa della produzione, dell'allevamento e della cura (non in senso clinico, che è compito dei veterinari) degli animali domestici.

## Descrizione
È costituita dal complesso delle applicazioni della biologia all'allevamento degli animali al fine di migliorarne il fenotipo (l'insieme dei caratteri che l'individuo presenta), che risulta dalla costituzione ereditaria (genotipo) e dalla costituzione acquisita (paratipo) per l'azione dei fattori esterni ambientali (condizioni climatiche, alimentazione, condizioni di allevamento).
La zootecnia viene generalmente divisa in due parti:
- zootecnia generale, che studia le leggi biologiche comuni a tutte le specie animali, e in particolare quelle della genetica;
- zootecnia speciale, che comprende da un lato l'etnografia e l'etnologia zootecnica e dall'altro le tecnologie di allevamento e alimentazione.